# Skärmfasad
Skärmfasad, i modern arkitektur en icke bärande yttervägg av stål, glas, aluminium och andra lätta byggnadsmaterial. Skärmfasaden fungerar som ett membran mellan byggnadens inre och omgivningen.